# すべての終わり
『すべての終わり』（原題:How It Ends）は2018年に配信されたアメリカ合衆国のアクション映画である。監督はデヴィッド・M・ローゼンタール、主演はテオ・ジェームズが務めた。

## ストーリー
プロローグ
弁護士のウィルはサムとの結婚の許可をもらうため、彼女の両親のトムとポーラが暮らすシカゴへと向かった。しかし、トムはウィルを快く思わなかった。ウィルはトムと打ち解けようと努力したが、却って関係が悪化することになった。
翌日、ウィルはサムが待つシアトルに帰ろうとしたが、彼女と電話で会話している最中に奇妙な音が聞こえた。ただならぬ気配を感じ取ったウィルだったが、電話はそのまま切れてしまった。不安を抱えたまま、ウィルは空港へと急行した。
序盤
空港に到着したウィルだったが、全ての飛行機が運休になっており、シカゴで足止めを食らうことになった。西海岸で大規模な地震があったという情報は入手できたが、それ以上のことは何も分からなかった。挙げ句の果てに停電が発生した。
ウィルはタクシーでトムの家に向かい、トムとポーラに現状を説明した。話し合いの結果、トムとウィルは自動車でシアトルへと向かうことになった。
道中、2人は強盗の襲撃を受けたが、元軍人のトムがあっさりそれを撃退した。高速道路は電力不足が原因で通行止めになっていたが、トムが兵士たちに掛け合って特別に通行できることになった。
中盤
走行中、2人は武装した脱獄囚に襲撃された。銃撃戦の末に2人は囚人を倒したが、トムが肋骨を折る重傷を負ってしまった。故障した車は近くの専門店で修理してもらった。2人は修理工のリッキーに2000ドルを提示して、旅に同行してもらうことにした。
ウィルたちは物資調達のためにアシュランド・ハイツという町に立ち寄った。町の住人であるメグは一行を歓待してくれたが、彼女が発した「西海岸に暮らす人々のほとんどは生きていないでしょう」という言葉で一気に雰囲気が重くなった。休息を取った一行は再びシアトルを目指して出発した。
終盤
道中、一行はまたしても強盗の襲撃を受けたが、やっとの思いで奪われた物資を取り返すことができた。しかし、運悪くガソリンに火がつき、強盗たちは焼け死ぬこととなった。リッキーは人を殺してしまったという罪悪感に耐えきれなくなり、荷物をまとめて行方をくらましてしまった。
トムの容態は悪化していく一方であったが、医者ではないウィルには為す術がなかった。トムは娘の安否を確かめられないまま息を引き取った。ウィルは残っていたガソリンでトムの遺体を荼毘に付し、徒歩でシアトルを目指すことにした。ウィルは家族連れの車に拾われてアイダホの父の家に寄り、補給品を渡すかわりに車を手に入れてシアトルに向かった。
ラスト
やっとの思いでシアトルに到着したウィルは、白い灰に覆われた街を見た。ガスマスクをしないと息をすることさえ困難で、車内で息を引き取った人もいた。大津波かハリケーンが襲ったかのように、街は完全に壊滅していた。
サムのアパートで伝言を見たウィルは、サムと隣人のジェレマイアが滞在する森の中の家に行き、サムに再会した。だがサムに魅かれるようになっていたジェレマイアがウィルを襲い、ウィルは返り討ちにした。
再び地震が起き、灰の雲が襲う中、ウィルはサムを連れて必死に車で逃げた。大惨事の規模も理由もわからない中、映画は終わる。

## キャスト
- テオ・ジェームズ - ウィル（日本語吹き替え：前田一世）
- フォレスト・ウィテカー - トム（日本語吹き替え：立木文彦）
- カテリーナ・グレアム - サム（日本語吹き替え：木村香央里）
- ニコール・アリ・パーカー - ポーラ
- グレイス・ドーヴ - リッキー（日本語吹き替え：吉田麻実）
- マーク・オブライエン - ジェレマイア
- ケリー・ビシェ - メグ（日本語吹き替え：竹内絢子）
- エリック・キーンリーサイド - レイノルズ保安官
- その他の日本語吹き替え：森宮隆／永吉ユカ／藤井隼／石井未紗／井上明子／野田てつろう／藤沼健人／島田岳洋／河合みのる／前田弘喜

日本語版スタッフ：演出：飯村靖雄、翻訳：鈴木織絵、制作：ブロードメディア・スタジオ

## 製作・公開
2011年3月19日、シエラ/アフィニティが新作アクション映画『How It Ends』の製作を始めたと報じられた。同作の脚本は2010年にブラックリスト入りしていた。2015年12月1日、デヴィッド・M・ローゼンタールが本作の監督に起用されたとの報道があった。2017年1月4日、Netflixが本作の全世界配信権を購入したと発表した。6月、テオ・ジェームズ、フォレスト・ウィテカー、カテリーナ・グレアムの出演が決まった。8月、本作の主要撮影がカナダのウィニペグで始まった。9月、マーク・オブライエンがキャスト入りした。
2018年6月22日、本作の予告編が公開された。